# Most na ulicy Piaskowej w Raciborzu
Most na ulicy Piaskowej – drogowy most nad rzeką Odrą w Raciborzu, w Polsce. Przez most biegnie ulica Piaskowa, mająca w tym miejscu po jednym pasie ruchu w każdą stronę, po obu stronach mostu znajdują się również chodniki.
Most na ulicy Piaskowej (dawniej Sandstraße), skracający trasę z Płoni (do 1910 roku samodzielna wieś) do Raciborza, został otwarty w 1904 roku. Zanim powstał most, od 1891 roku działał w tym miejscu prom. Nowy most nazwano imieniem nadburmistrza Augusta Bernerta (Bernert-Brücke), choć potocznie zwany był także mostem dwufenigowym (2-Pfennig-Brücke), co miało związek z opłatą pobieraną za korzystanie z niego. W 1945 roku, podczas II wojny światowej most został wysadzony przez broniące Raciborza oddziały niemieckie. Niedługo później na skutek nacisków dyrekcji Zakładów Elektrod Węglowych obok ruin mostu wybudowano drewnianą kładkę. W późniejszym czasie most (w innym kształcie niż poprzednio) został odbudowany.